# 介子推

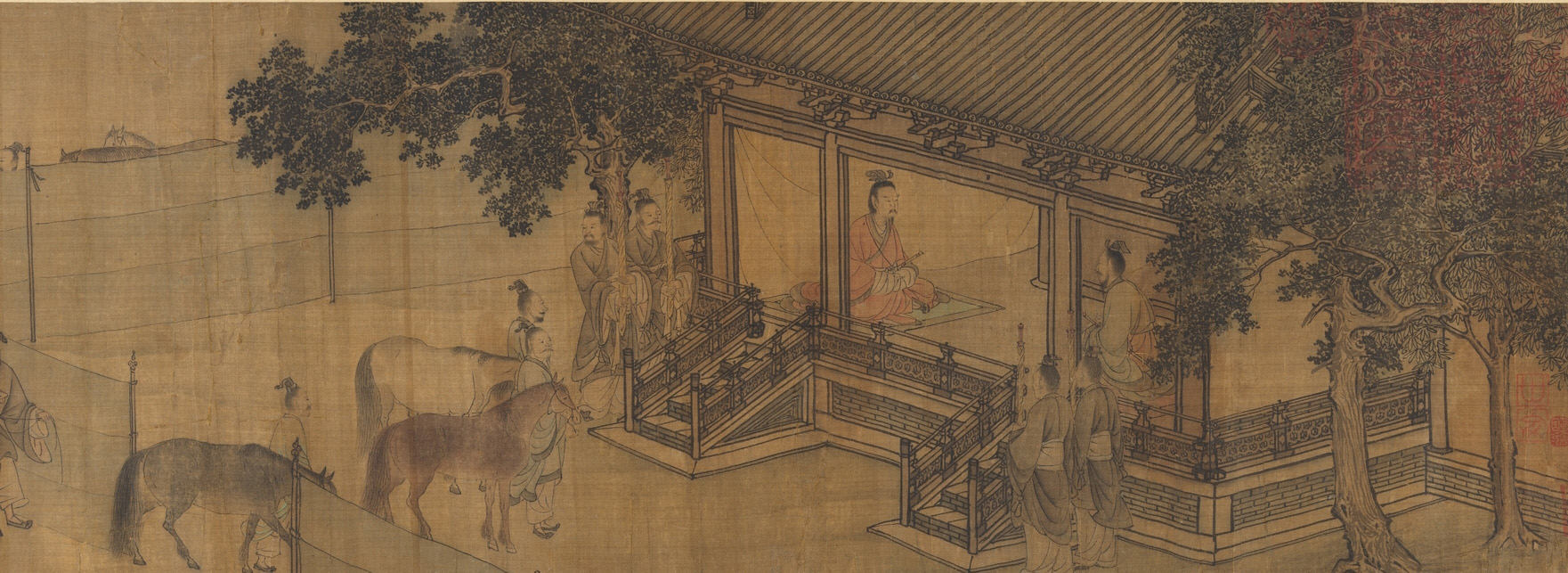
晋に帰還した文公（重耳）　李唐作

介 子推（かい しすい、生年不詳 − 紀元前636年）、介之推、介推、介子とも称される。春秋時代の晋・文公（重耳）の臣下。

## 概要
介子推は春秋戦国時代の晋の功臣で、重耳（のち晋の文公）が驪姫の乱に遭って出奔した時の従者である。介子推の記録は多くの文献に記載されているが、その最古の文献は左伝僖公24年にあり、史記ではさらに詳述される。介子推の伝承はやがて説話として脚色されてゆき、清明節の寒食節伝承へと発展した。

## 『左伝』の記述
『左伝』介子推伝説は大別して4つの部分からなる。①晋の文公は、出奔中に功績のあった従臣を賞したが、介子推には及ばなかった。介子推からも求めはしなかった。②介子推「晋国が滅亡しなかったのは天の意思によるのに従臣達はそれを己れの功としている。更に、下の者は其の罪を忠義といい、上の者は姦臣を賞している。一緒に居ることは出来ない。」③其母曰、蓋亦求之、以死誰懟、對曰、尤而效之、罪又甚焉、且出怨言、不食其食、其母曰、亦使知之、若何、對曰、言、身之文也、身将隠、焉用文之、是求顕也、其母曰、能如是乎、與女偕隠、遂隠而死　④後日譚、晋の文公は探索するが介子推を探し求められない。そこで綿上の土地を彼に封じて、自己の過ちを悔恨した。

## 『史記』の記述
『史記』の第9・晋世家によると、公子である重耳が晋を脱出したときに従えていた5人の賢明な士の中に介子推は入れられておらず、いつ彼が重耳に仕えるようになったかは、書かれていない。重耳が晋に帰還した年、亡命に従っていた咎犯が自分に過失が多かったことを理由に隠退を申し出、重耳に慰留されたことがあった。咎犯の謙遜は自己の功績を誇り報酬を要求するものと子推は考え、このような人物と一緒に仕えることはできないとして姿を消した。重耳が晋の文公となり、論功報償が行われたが、子推に俸禄は与えられず、子推もまた何も要求しようとしなかった。重耳が晋公の位につくのは天命であり、天の功績を盗むことはできない、という考えからであった。母を連れて緜上の山中に隠栖し、死ぬまで世に現れなかった。
子推の従者が思いあまって「龍欲上天　五蛇為輔　龍已升雲　四蛇各入其宇　一蛇獨怨　終不見處所」（龍は天を望み5匹の蛇がそれを助けた。今龍は天に上ることができ、4匹の蛇もそれぞれいるべき所にいる。だが、1匹の蛇だけひとり恨みいるべき所もない）という書面を宮門に掲げた。それを見て後悔した文公が緜上に柵をめぐらして介子推の封邑とし「介山」と呼ぶとともに「我が過ちを銘記し、善人を表彰する」こととした。

## 『十八史略』の記述
『十八史略』では、介子推の具体的な行動として、亡命中飢えた重耳に自分の腿の肉を食べさせた（「割股奉君」）話を書いている。さらに、文公が緜上から介子推を参上させるために一本だけ道をあけて山を焼き払ったところ、介子推は現れず古木の中で母と抱き合って死んでいるのを発見された、とある。介子推の焼死を悼み、清明節の前日には火を使わず冷たい食事をとる風習が生まれた。これを寒食節といい、その日は家々の戸口に柳の枝をさし、介子推の魂を招いたという。多くの野の祭りなどで「紙銭」を焼く風習も、介子推の霊を慰めるためとも。現在の中国で、これらの風習は廃れている。

## 『列仙伝』、その他
劉向の『列仙伝』では、介子推は「王光」という姓名で、重耳の家臣・趙衰（趙成子）と親交があり、非凡さに目をかけられ、亡命する重耳に仕えることになった。帰国後、緜上の伯子常という人物に逃げるよう忠告され、俸禄を辞退し母を連れて山中に入る。その後30年たってから東海のあたりに姿を現し、「王俗」と名乗って扇を売っていたが数十年たって姿を消した、という。
日本の宮城谷昌光が書いた小説『介子推』及び『重耳』では介子推は棒術の達人であり、亡命中の公子重耳に向けて恵公から送られた刺客である閹楚と幾度も戦い重耳を守り通したとされている。
鄭問の漫画『東周英雄伝』中の「龍哭千里」は介子推の史実と伝説をあつかっている。